# Comunità montana Valle del Marecchia
La Comunità montana Valle del Marecchia esisteva fino al settembre del 2009 quando, in seguito al decreto n.43 del presidente della Giunta regionale Emilia-Romagna del 27.2.2009, fu soppressa e sostituita dall'Unione di Comuni Valle del Marecchia (confluita nel 2013 nell'Unione di Comuni Valmarecchia). Si trovava in provincia di Rimini.
Era costituita dai comuni di:
- Poggio Berni
- Santarcangelo di Romagna
- Torriana
- Verucchio